# Stenoporpia satisfacta
Stenoporpia satisfacta là một loài bướm đêm trong họ Geometridae.